# لیک پارک (فلوریدا)
لیک پارک (به انگلیسی: Lake Park) شهرکی در شهرستان پام بیچ ایالت فلوریدا است که در سال ۱۹۲۱ بنیان‌گذاری شده‌است. این شهرک طبق سرشماری سال ۲۰۱۰ میلادی، ۸٬۱۵۵ نفر جمعیت داشته و مساحت آن نیز ۶٫۱ کیلومتر مربع است.